# Comptiq
A Comptiq (コンプティーク; Hepburn: Konputīku) egy japán számítógépes játékokkal foglalkozó magazin, aminek első számát 1983-ban adta ki a Kadokava Soten. A „Comptiq” szó a konpjúta (コンピュータ; Hepburn: konpyūta; számítógép) és a butikku (ブティック; butik) szavak összetételéből ered. Eredetileg PC magazin volt, de később a számítógépek helyett számítógépes játékokról kezdtek benne írni. 2003 szeptembere óta „MediaMix Game Magazine” címen jelenik meg minden hónap tizedikén.
A magazin két részre van felosztva: videójátékokra és mangákra. Ismert arról is, hogy korábban be nem jelentett játékokat mutat be, és hogy minden egyes lapszámhoz mellékelnek valamilyen ajándékot. Ellentétben más játékokkal foglalkozó újságokkal a Comptiq-ban nincsenek tesztek.

## Az újságban megjelent mangák
- .hack//GU+
- .hack//Legend of the Twilight
- Air
- D.C.S.G.: Da Capo Second Graduation
- Kisinhoukou Demonbane
- Eden's Bowy
- Eureka Seven
- Fate/stay night
- Gunbuster
- IZUMO2
- Lucky ☆ Star
- Shuffle! -Days in the Bloom-
- Tóka Gettan
- Crescent Love
- Ys
- Record of Lodoss War
- Rune Wars
- Moon Quest
- Listis
- Romancia
- Vagrants
- Nicsidzsou
- Jami to Bósi to Hon no Tabibito
- Hero Legend
- Phantom Brave
- Kakjuu Szei
- D.C.: Da Capo
- HoneyComing
- Fortune Arterial
- Doruága no Tó ~the Aegis of URUK~ Sekigan no Rjú

## Külső hivatkozások
- A Comptiq hivatalos weboldala (japánul)